# Canton de Thénezay
Le canton de Thénezay est une ancienne division administrative française située dans le département des Deux-Sèvres et la région Poitou-Charentes.

## Géographie
Ce canton était organisé autour de Thénezay dans l'arrondissement de Parthenay. Son altitude varie de 95 m (Lhoumois) à 268 m (Saurais) pour une altitude moyenne de 177 m.

## Administration

### Conseillers généraux de 1833 à 2015
| Période | Période      | Identité                                                     | Étiquette           | Qualité |
| ------- | ------------ | ------------------------------------------------------------ | ------------------- | --- |
| 1833    | 1840 (décès) | Pierre-Paul Robin-Dubreuil                                   |                     | Notaire à Thénezay |
| 1840    | 1848         |                                                              |                     | |
| 1848    | 1852         | François Désiré Morin                                        |                     | Notaire à Thénezay |
| 1852    | 1855         | Auguste Alexandre Théobald Turquand d'Auzay                  |                     | Propriétaire, maire du Tallud |
| 1855    | 1883         | Pierre-Paul-Gabriel Robin-Dubreuil                           | Droite              | Notaire, maire de Thénezay |
| 1883    | 1889         | Pascal Richard                                               | Républicain         | Maire de Thénezay (1878-1887) |
| 1889    | 1897 (décès) | Henri Aymer de la Chevalerie                                 | Droite              | Maire de Lhoumois |
| 1897    | 1925         | Georges de Talhouët-Roy                                      | Ind. (Conservateur) | Président du syndicat agricole Maire de Thénezay (1900-1942) Député (1919-1924) |
| 1925    | 1926 (décès) | Paul Moussault                                               | Rad.                | Secrétaire de préfecture Maire de La Ferrière |
| 1926    | 1931         | Georges de Talhouët-Roy                                      | Ind.                | Maire de Thénezay (1900-1942) |
| 1931    | 1940         | Marquis Hervé de Talhouet-Roy (1888-1968, fils du précédent) | Républicain         | Ancien officier de cavalerie Propriétaire, maire de Pressigny, éleveur de chevaux, directeur du Haras des Sablonnets au Lude (Sarthe), conseiller d'arrondissement Nommé membre de la Commission administrative départementale en 1941 Nommé conseiller départemental en 1943 |
|         |              |                                                              |                     | |
| 1945    | 1968 (décès) | Hervé de Talhouët-Roy                                        | DVD                 | Ancien officier de cavalerie Propriétaire à Pressigny |
| 1968    | 1992         | Aymardine de Talhouët-Roy (1916-2011, fille du précédent)    | DVD                 | Propriétaire à Pressigny |
| 1992    | 2015         | Hervé de Talhouët-Roy (neveu de la précédente)               | RPR puis UMP        | Adjoint au Maire de Pressigny Président de la communauté de communes du Pays Thénezéen Élu en 2015 dans le canton de la Gâtine |

### Conseillers d'arrondissement (de 1833 à 1940)
| Période                                  | Période | Identité                                                          | Étiquette       | Qualité |
| ---------------------------------------- | ------- | ----------------------------------------------------------------- | --------------- | --- |
| 1833                                     | 1839    | Charles Bourdin (1772-1850)                                       |                 | Propriétaire à La Ferrière                                                                                  |
| 1839                                     | 1842    | Laurent Boisselier                                                |                 | Maitre de forges à La Peyratte                                                                              |
| 1842                                     | 1848    | Pierre Paul Robin-Dubreuil (1785-1864)                            |                 | Notaire à Thénezay                                                                                          |
|                                          |         |                                                                   |                 | |
| 1886                                     |         | Louis-Victor Brillaud                                             | Républicain     | Propriétaire à La Chapelle, Gourgé                                                                          |
|                                          |         |                                                                   |                 | |
| 1910                                     | 1919    | Marquis Louis Marie Florimond de Moulins de Rochefort (1844-1926) | Conservateur    | Général, propriétaire du château de Magot à La Ferrière-en-Parthenay                                        |
| 1919                                     | 1931    | Hervé de Talhouët-Roy                                             | Droite          | Officier de cavalerie, propriétaire à Pressigny                                                             |
| 1931                                     | 1934    | Auguste Rivron (1877-1945)                                        | Radical         | Commissionnaire en vins à Thénezay                                                                          |
| 1934                                     | 1940    | François-Alexis Fauchon                                           | Union nationale | Propriétaire à Thénezay                                                                                     |
| 1940                                     |         |                                                                   |                 | Les conseils d'arrondissement ont été suspendus par la loi du 12 octobre 1940 et n'ont jamais été réactivés |
| Les données manquantes sont à compléter. |         |                                                                   |                 | |

## Composition
Le canton de Thénezay groupait 9 communes et compte 4 463 habitants (population municipale) au 1er janvier 2009.
| Communes                 | Population (2012) | Code postal | Code Insee |
| ------------------------ | ----------------- | ----------- | ---------- |
| Aubigny                  | 178               | 79390       | 79019      |
| Doux                     | 245               | 79390       | 79108      |
| La Ferrière-en-Parthenay | 802               | 79390       | 79120      |
| Lhoumois                 | 141               | 79390       | 79149      |
| Oroux                    | 103               | 79390       | 79197      |
| La Peyratte              | 1 149             | 79200       | 79208      |
| Pressigny                | 202               | 79390       | 79218      |
| Saurais                  | 183               | 79200       | 79306      |
| Thénezay                 | 1 460             | 79390       | 79326      |

## Démographie
| 1962  | 1968  | 1975  | 1982  | 1990  | 1999  | 2006  | 2009  | - |
| ----- | ----- | ----- | ----- | ----- | ----- | ----- | ----- | - |
| 5 291 | 4 929 | 4 511 | 4 542 | 4 266 | 4 295 | 4 426 | 4 463 | - |